# Sematophyllum tonduzii
Sematophyllum tonduzii är en bladmossart som beskrevs av F. D. Bowers 1974. Sematophyllum tonduzii ingår i släktet Sematophyllum och familjen Sematophyllaceae. Inga underarter finns listade i Catalogue of Life.